# Креба-Нојдорф
Креба-Нојдорф или Крјебја-Нова Вјес (њем. Kreba-Neudorf, глсрп. Chrjebja-Nowa Wjes) општина је у њемачкој савезној држави Саксонија. Једно је од 59 општинских средишта округа Герлиц. Према процјени из 2010. у општини је живјело 1.006 становника. Посједује регионалну шифру (AGS) 14626260.

## Географски и демографски подаци
Креба-Нојдорф се налази у савезној држави Саксонија у округу Герлиц. Општина се налази на надморској висини од 143 метра. Површина општине износи 31,6 km². У самом мјесту је, према процјени из 2010. године, живјело 1.006 становника. Просјечна густина становништва износи 32 становника/km².